# Ökentrapp
Ökentrapp (Chlamydotis undulata) är en hotad fågel i familjen trappar som lever i Nordafrika och på Kanarieöarna.

## Utseende och läte
Ökentrappen blir 55-65 lång och har ett vingspann på cirka 130-150 centimeter. Honan är något mindre än hanen. Fågeln är brun på ovansidan och vit på undersidan, samt har en svart rand längs sidorna av halsen. Den skiljer sig huvudsakligen från sin nära släkting kragtrappen på svarta inslag i sina huvudfjädrar som den under spelet fäller fram över näbben, medan kragtrappens är helvita och reses som en tofs. Den är också något kraftigare fläckad ovan på en mer rödbrun botten.

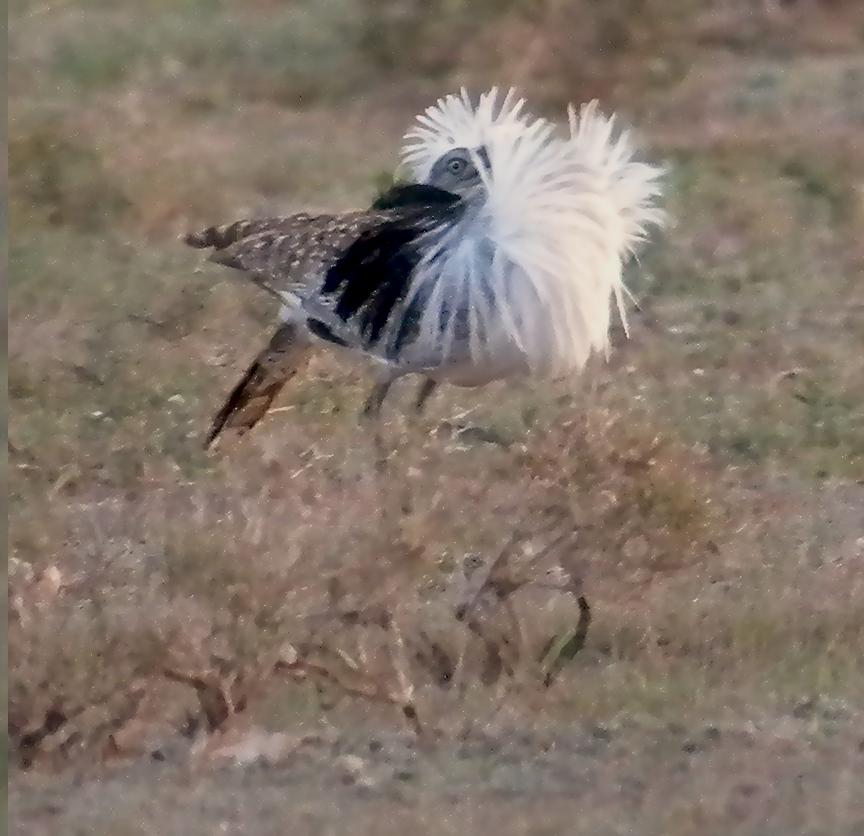
Ökentrappen under det märkliga spelet.

Det sällan hörda spellätet skiljer sig också. Istället för kragtrappens djupa hoanden hörs en lång serie med knackande maskinliknande ljud, 25-40 stavelser på tolv till 18 sekunder.

## Utbredning och systematik
Numera delas arten upp i två väl separerade underarter:
- Chlamydotis undulata fuertaventurae – förekommer på de båda östliga Kanarieöarna Fuerteventura och Lanzarote
- Chlamydotis undulata undulata – nominatformen förekommer från Marocko till Nildalen i Nordafrika

Tidigare kategoriserades det östliga taxonet macqueenii som en underart till C. undulata, då med det svenska namnet kragtrapp. Denna urskiljs nu som egen art. Vid uppdelningen fick taxonet macqueenii behålla det svenska trivialnamnet kragtrapp medan C. undulata istället fick namnet "ökentrapp". Arterna skiljs åt av Sinaihalvön.

## Ekologi
Ökentrappen förekommer i sandöken och andra sandiga torra miljöer. Den lägger två till fyra ägg direkt på marken. Ökentrappen är allätare och intar frön, insekter och andra smådjur.

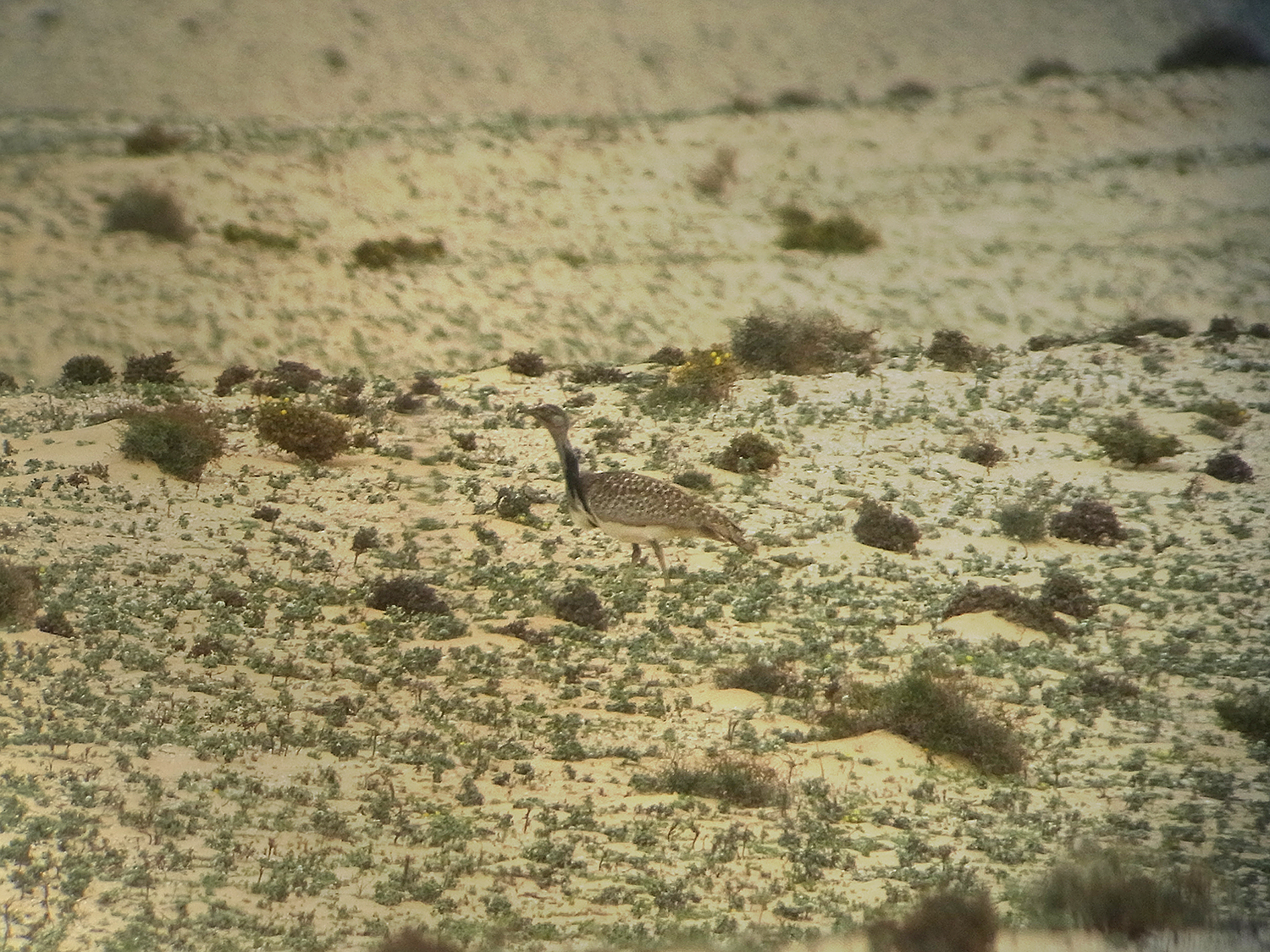
Ökentrapp i typisk miljö på ön Fuerteventura i Kanarieöarna.

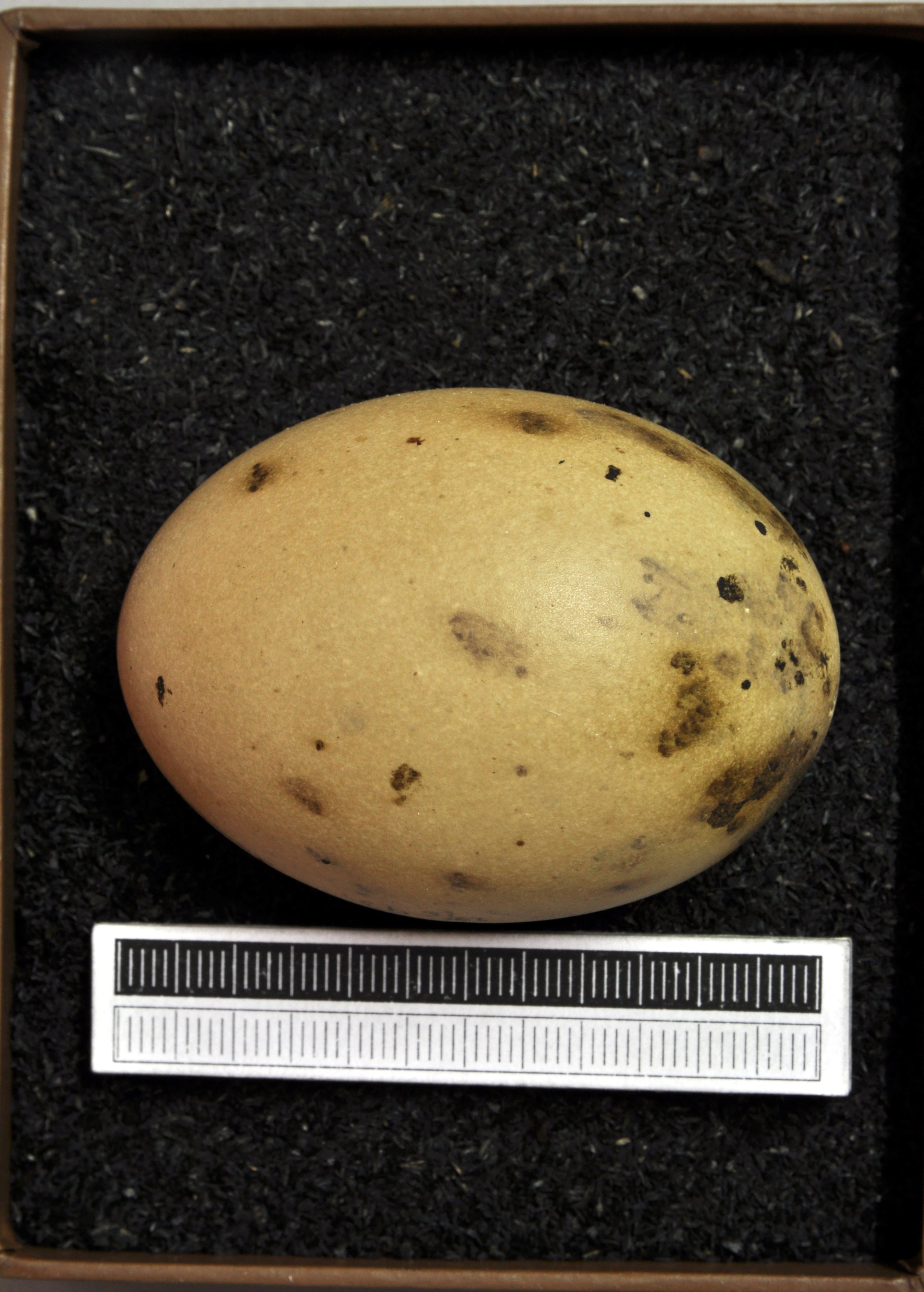
Ökentrappens ägg.

## Status och hot
Ökentrappen har minskat kraftigt på senare år till följd av jakt och habitatförstörelse. Internationella naturvårdsunionen IUCN kategoriserar den därför som sårbar. Av människan uppfödda ökentrappar släpps ut i det fria och kan möjligen stärka populationen. Om så är fallet kan arten omkategoriseras i framtiden. Världspopulationen tros bestå av 20.000-40.000 individer.